# Nadejda Palovandova
Nadejda Palovandova, född 1 september 1975, är en moldavisk bågskytt. Hon deltog vid olympiska sommarspelen 1996.